# Rồng đỏ (tiểu thuyết)
Rồng đỏ là một tiểu thuyết của tác giả người Mỹ Thomas Harris, được xuất bản lần đầu tiên vào năm 1981. Nội dung cuốn tiểu thuyết xoay quanh một cựu nhân viên FBI Will Graham, người sắp nghỉ hưu để tìm và bắt giữ một kẻ giết người hàng loạt bí ẩn có biệt danh "Tiên răng". Cuốn tiểu thuyết giới thiệu nhân vật Tiến sĩ Hannibal Lecter, một bác sĩ tâm thần tài giỏi và là kẻ giết người hàng loạt ăn thịt người. Hannibal là người mà Graham miễn cưỡng tới tìm xin lời khuyên. Tiêu đề đề cập đến nhân vật trong bức tranh của William Blake , Con rồng đỏ vĩ đại và Người phụ nữ mặc mặt trời.
Cuốn tiểu thuyết được dịch sang tiếng Việt và được Nhã Nam và NXB Hội nhà văn xuất bản.
Cuốn tiểu thuyết được chuyển thể thành phim Manhunter vào năm 1986, với sự diễn xuất của Brian Cox trong vai Lecter (Trong phim là "Lecktor"). Bộ phim được Michael Mann đạo diễn, nhận được nhiều đánh giá trái chiều và doanh thu phòng vé khiêm tốn. Kể từ đó, cuốn tiểu thuyết đã có một lượng người theo dõi sùng bái.
Sau khi Harris viết phần tiếp theo của cuốn tiểu thuyết là Sự im lặng của bầy cừu (1988) và trở thành một bộ phim rất thành công vào năm 1991, Rồng đỏ đã tìm được một lượng độc giả mới. Phần hai của series có tên Hannibal, được xuất bản năm 1999 và được chuyển thể thành phim vào năm 2001. Cả hai phần tiếp theo của phim đều có sự góp mặt của Anthony Hopkins trong vai Hannibal Lecter. Ông đã giành được giải Oscar cho Nam diễn viên chính xuất sắc nhất năm 1991 với bộ phim này. Do thành công của phần thứ hai và thứ ba, Red Dragon được làm lại thành phim của đạo diễn Brett Ratner vào năm 2002, lần này mang tên tiểu thuyết gốc và với Hopkins đóng vai Lecter. Các yếu tố của cuốn tiểu thuyết cũng ảnh hưởng đến loạt phim truyền hình Hannibal của đài NBC, trong khi cốt truyện được chuyển thể thành nửa sau của mùa thứ ba của loạt phim.

## Nội dung
Năm 1975, Will Graham, một cảnh sát lập hồ sơ phạm tội của FBI, đã bắt được kẻ giết người hàng loạt Hannibal Lecter. Tuy nhiên, Graham đã gặp chấn thương nghiêm trọng từ cuộc chạm trán và đã phải giải nghệ sau đó. Bốn năm sau vào năm 1979, một kẻ giết người hàng loạt có biệt danh là "Tiên răng" rình rập và có vẻ như tùy ý sát hại nhiều gia đình trong các tuần trăng tròn. Đầu tiên hắn giết gia đình Jacobi ở Birmingham, Alabama, sau đó là gia đình Leeds ở Atlanta, Georgia. Hai ngày sau vụ giết người ở Leeds, đặc vụ Jack Crawford, người cố vấn của Graham, đến dinh thự Graham's Marathon, Florida và cầu xin sự giúp đỡ của anh ta; Graham miễn cưỡng đồng ý. Sau khi nhìn qua các hiện trường vụ án với cái nhìn sâu sắc nhất, Graham nhận ra rằng anh ta phải đến thăm Lecter và tìm kiếm sự giúp đỡ của ông ta để bắt "Tiên răng."
Trong sách, tác giả sau đó tiết lộ với độc giả rằng "Tiên răng" là giám đốc sản xuất của một công ty xử lý phim ở St. Louis tên là Francis Dolarhyde. Anh ta là một kẻ rối loạn bị ám ảnh bởi bức tranh The Great Red Dragon and the Woman Clothed in Sun (cuốn sách gọi là The Great Red Dragon and the Woman Clothed with the Sun) của William Blake. Dolarhyde không thể kiểm soát những ham muốn bạo lực, tình dục của mình và tin rằng việc giết người — hay "thay đổi" họ, như cách anh ta gọi — cho phép anh ta "trở thành" một nhân cách thay thế mà anh ta gọi là "Rồng Đỏ vĩ đại", dựa theo nhân vật chủ đạo trong bức tranh của Blake. Các đoạn hồi tưởng cho thấy chứng bệnh xã hội của anh ta được sinh ra từ sự ngược đãi có hệ thống mà anh ta phải chịu khi còn nhỏ dưới bàn tay của cả người bà tàn bạo và gia đình của anh ta.
Khi Graham điều tra vụ án, anh ta bị Freddy Lounds, một phóng viên báo lá cải nhếch nhác săn đuổi. Trong khi đó, người cai ngục của Lecter, Frederick Chilton, phát hiện ra bức thư bí mật của Lecter, nhờ đó Lecter đưa địa chỉ của Graham cho Dolarhyde. Vợ của Graham, Molly, và con riêng của anh ta đã được sơ tán. Graham cố gắng ngăn chặn cuộc liên lạc bí mật mà Lecter không hề hay biết, nhưng thay vào đó lại thu hút sự chú ý của Lounds.
Lounds biết được thư từ và cố gắng lừa Graham tiết lộ chi tiết của cuộc điều tra bằng cách giả làm Rồng Đỏ, nhưng bị phát hiện. Với hy vọng dụ được Rồng Đỏ vào bẫy, Graham cho Lounds một cuộc phỏng vấn, trong đó anh ta cố tình hiểu nhầm kẻ giết người là một người đồng tính bất lực. Điều này khiến Dolarhyde tức giận, kẻ đã bắt cóc Lounds, buộc anh ta phải rút lại các cáo buộc, cắn chặt môi và phóng hỏa, bỏ xác anh ta bên ngoài các tòa soạn báo của anh ta. Lounds được đưa đến bệnh viện, nhưng chết vì vết thương của anh ta ngay sau đó.
Cùng lúc đó, Dolarhyde phải lòng một đồng nghiệp mù tên là Reba McClane, điều này mâu thuẫn với những lời thúc giục giết người của anh ta. Khi bắt đầu mối quan hệ với McClane, Dolarhyde chống lại việc Rồng "chiếm hữu" anh ta; anh ta đi đến Bảo tàng Brooklyn, đánh bất tỉnh một thư ký bảo tàng, và ăn bức tranh màu nước gốc của Blake The Red Dragon.
Graham cuối cùng nhận ra rằng kẻ giết người đã biết cách bố trí nhà của các nạn nhân của hắn từ các phim camera được làm tại cùng một phòng xử lý phim. Công việc của Dolarhyde cho phép anh ta truy cập vào tất cả các bộ phim gia đình gửi tới công ty. Khi nhìn thấy Graham đang phỏng vấn ông chủ của mình, Dolarhyde nhận ra rằng họ đang đuổi theo mình và đến gặp McClane lần cuối. Anh ta thấy cô đã chia tay với người bạn trai trước của mình, Ralph Mandy, để đến với Dolarhyde; McClane chấp nhận yêu cầu của Mandy về một nụ hôn tạm biệt cuối cùng. Nổi cơn ghen, Dolarhyde giết Mandy. Anh ta bắt cóc McClane và đưa cô đến nhà anh ta, đốt cháy nơi này. Anh ta nói rằng anh ta định giết cô và sau đó là chính mình, nhưng không thể bắn cô. Khẩu súng ngắn bắn ra, và một cơ thể rơi xuống sàn. McClane trốn thoát ngay trước khi ngôi nhà phát nổ. Graham sau đó an ủi cô ấy, nói với cô ấy rằng không có gì sai với cô ấy, và sự tử tế và tình cảm mà cô ấy thể hiện Dolarhyde có lẽ đã cứu được nhiều người.
Tin rằng Dolarhyde đã chết, gia đình Graham chuyển về nhà ở Florida. Tuy nhiên, Dolarhyde xuất hiện tại ngôi nhà và sau một cuộc giằng co dữ dội, đâm vào mặt Graham, để lại vết sẹo vĩnh viễn trên khuôn mặt, trước khi bị Molly bắn chết. Khi Graham hồi phục, Crawford giải thích những gì đã xảy ra. Người đàn ông chết trong nhà Dolarhyde là một nhân viên trạm xăng mà anh ta đã từng gặp; Dolarhyde đã mang thi thể của người đàn ông đến nhà của anh ta để làm chứng cho cái chết của chính anh ta, sử dụng McClane làm nhân chứng. Crawford chặn một bức thư gửi cho Graham từ Lecter, thư này trả giá cao cho anh ta và hy vọng rằng anh ta không quá biến dạng, và tiêu hủy nó trong một lò đốt.
Trong quá trình hồi phục của mình, Graham có một đoạn hồi tưởng về chuyến thăm mà anh đã thực hiện đến Shiloh, địa điểm diễn ra trận chiến lớn trong Nội chiến Hoa Kỳ, ngay sau khi bắt giữ (và trong quá trình đó, giết chết) Garrett Hobbs, một kẻ giết người hàng loạt mà anh đã điều tra trước Hannibal Lecter. Graham đã hiển linh về sự thờ ơ của thiên nhiên và quyết định rằng không phải thiên nhiên bị ám bởi các sự kiện, như anh đã nghĩ khi đến thăm Shiloh trước đây, mà là những người đàn ông bị ám.

## Gốc
Red Dragon là cuốn tiểu thuyết thứ hai của Thomas Harris, sau Black Sunday. Là một phần của quá trình nghiên cứu cho cuốn sách, ông đã tham gia các lớp học và nói chuyện với các đặc vụ tại Đơn vị Khoa học Hành vi của FBI ở Quantico, Virginia, vào cuối những năm 1970. Ông đã tìm hiểu về những kẻ giết người hàng loạt, hồ sơ tội phạm và vai trò của FBI trong các cuộc điều tra về kẻ giết người hàng loạt. Sau khi ông bị bệnh nan y, Harris đã dành mười tám tháng tại một ngôi nhà kiểu súng ngắn biệt lập, nơi ông sáng tác cuốn tiểu thuyết. Khung cảnh nông thôn đã giúp ông hình dung ra cả nhân vật Hannibal Lecter và ngôi nhà giết người Leeds được miêu tả trong truyện. Cuốn sách ông dành tặng cho cha của mình. :12

## Chuyển thể
- Bộ phim đầu tiên, phát hành năm 1986 với tựa Manhunter, được viết kịch bản và đạo diễn bởi Michael Mann và tập trung vào Đặc vụ FBI Will Graham, do William Petersen thủ vai. Lecter (đổi tên thành Lecktor) do Brian Cox thủ vai.
- Năm 1996, Nhà hát Defiant ở Chicago đã sản xuất phiên bản sân khấu đầy đủ của cuốn tiểu thuyết tại nhà hát Firehouse, được chuyển thể và chỉ đạo bởi giám đốc nghệ thuật của công ty, Christopher Johnson. Quá trình sản xuất bao gồm các bộ phim gia đình dự kiến như được mô tả trong tiểu thuyết, bao gồm cả việc tái hiện các vụ giết người bạo lực. Con rồng bên trong của Dolarhyde được nhân cách hóa bởi một diễn viên trong trang phục cầu kỳ, kỳ cục và dụ kẻ giết người tiếp tục con đường bạo lực của mình.
- Bộ phim thứ hai, sử dụng tên Red Dragon, xuất hiện vào năm 2002. Được đạo diễn bởi Brett Ratner và được viết bởi Ted Tally (người cũng viết kịch bản cho The Silence of the Lambs), phim có sự tham gia của Edward Norton trong vai Graham và Anthony Hopkins trong vai Lecter.
- Các yếu tố từ cuốn tiểu thuyết đã ảnh hưởng đến bộ phim chuyển thể Hannibal của đài NBC, được phát sóng lần đầu tiên vào năm 2013. Graham do Hugh Dancy thủ vai và Lecter do Mads Mikkelsen thủ vai. Mặc dù lấy bối cảnh vào những năm 2010, bộ phim bắt đầu trước các sự kiện của Rồng Đỏ, tái hiện lại những cuộc gặp gỡ ban đầu của Graham và Lecter trong thời gian của cựu nhân viên FBI, và các sự kiện sau vụ bắn chết Garret Jacob Hobbs của anh ta. Bản thân cốt truyện của cuốn tiểu thuyết đã được chuyển thể cho nửa sau của mùa thứ ba của loạt phim, với Richard Armitage vào vai Francis Dolarhyde [4] và Rutina Wesley trong vai Reba McClane.